# 廣田收
廣田 收（ひろた おさむ、1949年10月23日 - ）は、日本の国文学者。専攻は、日本古代・中世物語文学史。学位は、博士（国文学）（同志社大学・論文博士・2003年）（学位論文「『宇治拾遺物語』の表現」）。同志社大学名誉教授。

## 略歴
大阪府豊中市生まれ。1973年同志社大学文学部文化学科国文学専攻卒業。1976年同大学院文学研究科国文学専攻修士課程修了。1981年同志社大文学部専任講師、1984年助教授、1997年教授。2003年「『宇治拾遺物語』の表現」で同志社大学より論文博士として博士（国文学）の学位を取得。指導教員は南波浩。
なお、「広田収」「広田收」「廣田収」名義となっている文献が散見されるが、本名は「廣田收」である。

## 著書
- 『『宇治拾遺物語』表現の研究』（笠間書院、2003年）
- 『『宇治拾遺物語』「世俗説話」の研究』（笠間書院、2004年）
- 『『源氏物語』系譜と構造』（笠間書院、2007年）
- 『『宇治拾遺物語』の中の昔話』（新典社新書、2009年）
- 『講義日本物語文学小史』（金壽堂出版、2010年）
- 『家集の中の「紫式部」』（新典社選書、2012年）
- 『『紫式部集』歌の場と表現』（笠間書院、2012年）
- 『文学史としての源氏物語』（武蔵野書院、2014年）
- 『入門説話比較の方法論』勉誠出版 2014
- 『古代物語としての源氏物語』武蔵野書院 2018

### 共編著
- 『これからの日本文学』丸山顯徳、西端幸雄、三浦俊介共編著（金壽堂出版、2001年）
- 『紫式部集大成 実践女子大学本・瑞光寺本・陽明文庫本』久保田孝夫、横井孝共編著（笠間書院、2008年）
- 『紫式部と和歌の世界 一冊で読む紫式部家集 訳注付』上原作和共編（武蔵野書院、2011年）
- 『紫式部集からの挑発 私家集研究の方法を模索して』横井孝, 久保田孝夫共著 笠間書院, 2014
- 『日本古典文学の方法』編 (新典社研究叢書 2015
- 『源氏物語とシェイクスピア 文学の批評と研究と』勝山貴之共著 (新典社選書 2017